# Аполлон і Гіацинт
«Аполлон і Гіацинт, або Перетворення Гіацинта», KV 38 (лат. Apollo et Hyacinthus seu Hyacinthi Metamorphosis) — опера-інтермедія Вольфганга Амадея Моцарта на лібрето Руфінуса Відла латинською мовою.
Це перша справжня опера Моцарта, так як «Борг першої заповіді» була насправді ораторією.
Партитура Моцарта включає 2 гобоя, 2 валторни, невеликий склад струнних і бассо контінуо (клавесин і віолончель).

## Історія створення
Кінець кожного року в Зальцбурзькому університеті відзначався постановкою навчальної вистави. Коли Моцарт отримав замовлення на твір, йому ледь виповнилося 11 років.
Руфінус Видл, професор Університету і отець-бенедиктинець, складав латинську драму «Милосердя Креза», а опера «Аполлон і Гіацинт» передбачалася як інтермедія до цієї драми.

## Прем'єра
Прем'єра відбулася в Зальцбурзькому університеті 13 травня 1767 р.
У прем'єрі брали участь хлопчики — учні університету: Матіас Штадлер (Ебал), Фелікс Фухс (Мелія), Крістіан Енцінгер (Гіацинт), Йоганн Ернст (Аполлон), Йозеф Фонтертон (Зефір), Йозеф Брюндл і Якоб Мозер (жерці Аполлона).

## Дійові особи
- Ебал, цар Лакедемонії (тенор)
- Мелія, дочка Ебала (сопрано)
- Гіацинт, син Ебала (сопрано, або дискант)
- Аполлон, юне божество (альт)
- Зефір, один Гіацинта, закоханий у Мелію (сопрано)
- Перший жрець Аполлона (бас)
- Другий жрець Аполлона (бас)

## Синопсис
В основі лібрето лежить давньогрецький міф, викладений римським поетом Овідієм у творі «Метаморфози».

### Акт 1
Ебал і Гіацинт готують жертву Аполлону. Зефір просить не забувати й інших богів. Ці слова викликають гнів Аполлона. Ударом блискавки він розбиває жертовний вівтар. Гіацинт просить милості у богів. Є Аполлон і оголошує, що бере собі в дружини Мелію, що викликає ревнощі Зефіру.

### Акт 2
Ебал і Мелія щасливі, але жахливу звістку приносить Зефір: граючи в луках в диск, Аполлон потрапив у Гіацинта і смертельно поранив його. Але Зефір збрехав, що це він убив Гіацинта. Аполлон у гніві перетворює його на вітер. Мелія не вірить в невинність Аполлона. Вона наказує йому піде і забути про неї.

### Акт 3
Ебал знаходить Гіацинта в лугах. Перед смертю він встигає сказати, що диск кинув Зефір. Мелія і Ебал просять Аполлона повернути заступництво їх царства. Аполлон прощає їх і, в знак своєї любові, перетворює Гіацинта в квітку.